# Fighting Youth
Fighting Youth (chino simplificado: 正青春; pinyin: Zheng Qing Chun), es una serie de televisión china transmitida del 24 de enero del 2021 al 23 de febrero del 2021, a través de Youku.

## Sinopsis
Zhang Xiaoyu, es una novata corporativa, quien debido a su extraordinario talento, logra ganarse el aprecio de Lin Rui, quien dirige la división de ventas de "SW", una reconocida compañía de cosméticos.
Por otro lado, los continuos logros de Lin Rui como directora de ventas de la compañía "SW" le han valido el reconocimiento de la junta directiva de la compañía en Francia. Es la siguiente en línea en la posición de su jefe, Shu Wanting, sin embargo el camino para demostrar su valor no ha sido fácil.
Mientras tanto, no dispuesta a ser reemplazada Shu Wanting, recluta a la rival de Lin Rui, Fang Jing, para que dirija el nuevo departamento. 
Cuando Xiaoyu, es contratada como la secretaria de Lin Rui, queda atrapada en su pelea. A pesar de todo lo que sucede a su alrededor, Xiaoyu logra desarrollarse y crecer como una mujer de carrera, y al mismo tiempo encontrar el verdadero amor.

## Reparto

### Personajes principales
| Actor          | Personaje    | N.º de episodios | Notas |
| -------------- | ------------ | ---------------- | ----- |
| Wu Jinyan      | Zhang Xiaoyu | 47               | [ 5 ] |
| Yin Tao (殷桃) | Lin Rui      | 47               |       |
| Liu Mintao     | Shu Wanting  | 47               |       |
| Zuo Xiaoqing   | Fang Jing    | 47               |       |

### Personajes secundarios
| Actor                            | Personaje     | N.º de episodios | Notas |
| -------------------------------- | ------------- | ---------------- | ----- |
| Peter Ho                         | Wen Zhe       | -                |       |
| Hong Yao                         | Dan Ding      | -                |       |
| Zhang Tao (章涛)                 | Jin Xiaobei   | -                |       |
| Zhang Nan (张南)                 | Ling Xiaoxiao | -                |       |
| Wang Xiuzhu (王秀竹)             | Dong Xinran   | -                |       |
| Jill Hsu (徐洁儿)                | -             | -                |       |
| Wang Zitong (王紫潼)             | -             | -                |       |
| Zhao Jiuyi (赵久毅)              | -             | -                |       |
| Vincent Matile (文森特·马蒂尔)   | Alan          | -                |       |
| Cheng Chang (常铖)               | -             | -                |       |
| Patrick Alleyn (帕特里克·阿莱恩) | -             | -                |       |

## Episodios
La serie estuvo conformada por 47 episodios, los cuales fueron emitidos del lunes a domingo.

## Música
| Año  | Intérprete | Canción                            | Notas |
| ---- | ---------- | ---------------------------------- | ----- |
| 2021 | Liu Yuning | "The Reason Why Love" (爱情之所以) |       |

## Producción
La serie también es conocida como "Standardized Life".
Fue dirigida por Mou Xiaojie (牟晓杰), mientras que el guion estuvo en manos de Chen Lan (陈岚).
Las filmaciones fueron realizadas en Shanghái y Suzhou, las cuales finalizaron el 14 de febrero del 2019. 
La serie también contó con el apoyo de las distribuidoras "Dongyao Media", "LeDo Entertainment", "Tencent Pictures" y "You Shi Lian Meng Film Industry" (YSLM).